# المملكة المصرية الوسطى
المملكة المصرية الوسطى (المعروفة أيضًا باسم فترة إعادة التوحيد) هي الفترة في تاريخ مصر القديمة التي تلت فترة الانقسام السياسي المعروفة باسم الفترة الانتقالية الأولى. استمرت المملكة الوسطى من حوالي 2050 إلى 1710 قبل الميلاد، وتمتد من إعادة توحيد مصر في عهد منتوحتب الثاني من الأسرة الحادية عشر حتى نهاية الأسرة الثانية عشر. حكم ملوك الأسرة الحادية عشر من طيبة بينما حكم ملوك الأسرة الثانية عشرة من اللشت.
صاغ عالم المصريات الألماني فون بونسن مفهوم «المملكة الوسطى» كواحد من «العصور الذهبية» الثلاثة عام 1845، وتطور تعريفه بشكل كبير طوال القرنين التاسع عشر والعشرين. يدرج بعض العلماء أيضًا الأسرة الثالثة عشر بالكامل في هذه الفترة، وفي هذه الحالة تكون المملكة الوسطى قد استمرت حتى حوالي عام 1650 قبل الميلاد، في حين أن البعض الآخر يجعلها فقط حتى مرنفر رع اي حوالي عام 1700 قبل الميلاد، وهو آخر ملك من المملكة الوسطى يوجد على حكمه أدلة في كل من مصر العليا والسفلى. خلال فترة المملكة الوسطى، أصبح أوزوريس أهم إله في الدين المصري القديم. وأعقب المملكة الوسطى الفترة الانتقالية الثانية، وهي فترة انقسام أخرى تضمنت غزوات أجنبية للبلاد من قبل هكسوس غرب آسيا.

## التاريخ السياسي

### إعادة التوحيد في عهد الأسرة الحادية عشرة

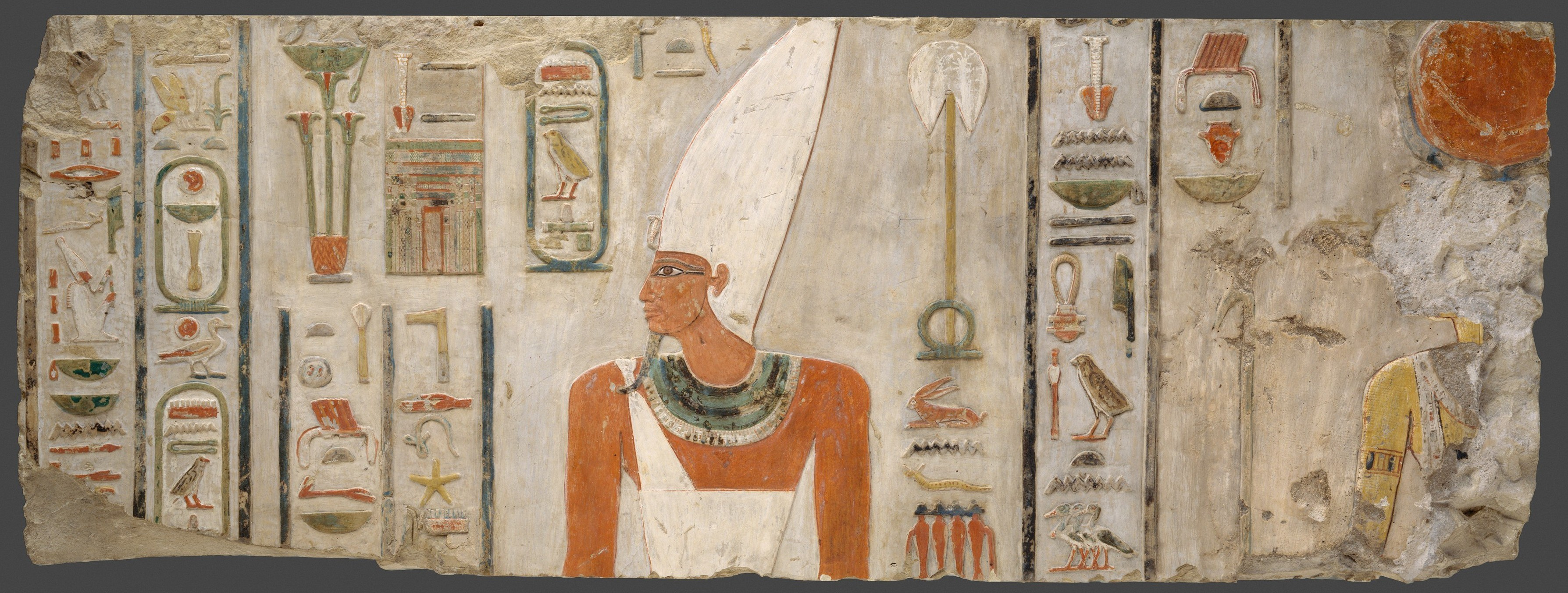
نقش مصوَّر يصور الملك منتوحتب الثاني، من معبده الجنائزي في الدير البحري

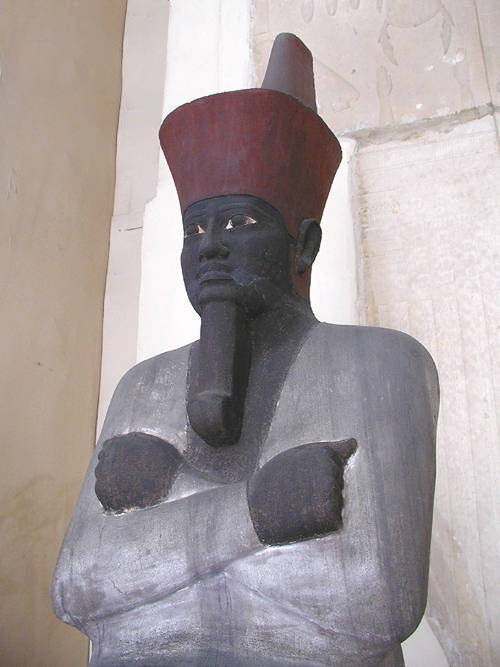
تمثال لأول ملوك الدولة الوسطى، منتوحتب الثاني

بعد انهيار المملكة القديمة، دخلت مصر فترة من ضعف السلطة الملكية واللامركزية تسمى الفترة الانتقالية الأولى. في نهاية هذه الفترة، قاتلت أسرتان متنافستان، عرفتا في علم المصريات باسم العاشرة والحادية عشر، للسيطرة على البلاد بأكملها. حكمت الأسرة الطيبية الحادية عشرة جنوب مصر فقط من الشلال الأول إلى المقاطعة العاشرة من صعيد مصر. بينما في الشمال، حُكِمت مصر السفلى من قبل الأسرة العاشرة المنافسة من إهناسيا. تمكن منتوحتب الثاني من إنهاء الحرب، بعد أن اعتلى عرش طيبة عام 2055 قبل الميلاد. خلال السنة الرابعة عشرة من حكمه، استغل حدوث ثورة في أحد المقاطعات الشمالية لشن هجوم على إهناسيا، ولم يواجه سوى مقاومة قليلة. بعد إسقاط آخر حكام الأسرة العاشرة، بدأ منتوحتب في تعزيز سلطته على كل مصر، وهي العملية التي لم تنته سوى في العام التاسع والثلاثين من حكمه. لهذا السبب، يعتبر منتوحتب الثاني مؤسس الدولة الوسطى.
قاد منتوحتب الثاني حملات صغيرة جنوبًا حتى الشلال الثاني في النوبة، والتي كانت قد نالت استقلالها خلال الفترة الانتقالية الأولى. كما أعاد الهيمنة المصرية على منطقة سيناء، التي فقدتها مصر منذ نهاية المملكة القديمة. لتعزيز سلطته، أعاد ممارسة عبادة الحاكم، مصورًا نفسه كإله أثناء حكمه، مرتديًا أغطية رأس آمون ومين. توفي بعد حكم دام 51 عامًا، وسلم العرش لابنه منتوحتب الثالث.
حكم منتوحتب الثالث لمدة اثني عشر عامًا فقط، واصل خلالها تعزيز الحكم الطيبي في جميع أنحاء مصر، وبناء سلسلة من الحصون في منطقة شرق الدلتا لتأمين مصر ضد التهديدات من آسيا. كما أرسل أول بعثة إلى بلاد بونت في عهد الدولة الوسطى، عن طريق السفن التي شيدت في وادي الحمامات، على البحر الأحمر. خلف منتوحتب الثالث منتوحتب الرابع، الذي تم حذف اسمه بشكل ملحوظ من جميع قوائم الملوك المصريين القدماء. تدعي برديات تورينو أنه بعد منتوحتب الثالث كان هناك «سبع سنوات بدون ملوك». على الرغم من هذا الغياب، فإن هناك أدلة على حكمه في عدد قليل من النقوش في وادي الحمامات والتي تسجل حملات على ساحل البحر الأحمر ومحاجر الحجر لعمل الآثار الملكية. كان قائد هذه البعثة وزيره أمنمحات، الذي يُعتقد على نطاق واسع أنه الملك المستقبلي أمنمحات الأول، أول ملوك الأسرة الثانية عشرة.
دفع غياب منتوحتب الرابع من قوائم الملوك إلى نشوء نظرية مفادها أن أمنمحات الأول اغتصب عرشه. في حين أنه لا توجد روايات معاصرة عن هذا الصراع، قد تشير بعض الأدلة الظرفية إلى وجود حرب أهلية في نهاية الأسرة الحادية عشرة. تشير النقوش التي تركها نهري، وهو حاتي عا هيرموبوليس، إلى أنه تعرض للهجوم في مكان يسمى Shedyet-sha من قبل قوات الملك الحاكم، لكن قواته انتصرت. يدعي خنوم حتب الأول، وهو مسؤول في عهد أمنمحات الأول، أنه شارك في قافلة من عشرين سفينة تم إرسالها لتهدئة صعيد مصر. اقترح دونالد ريدفورد أن هذه الأحداث يجب أن تفسر كدليل على حرب بين اثنين من المتصارعين على العرش. ما هو مؤكد أنه، على الرغم من وصوله إلى السلطة، لم يكن أمنمحات الأول من أصل ملكي.

### الأسرة الثانية عشرة

#### البدايات

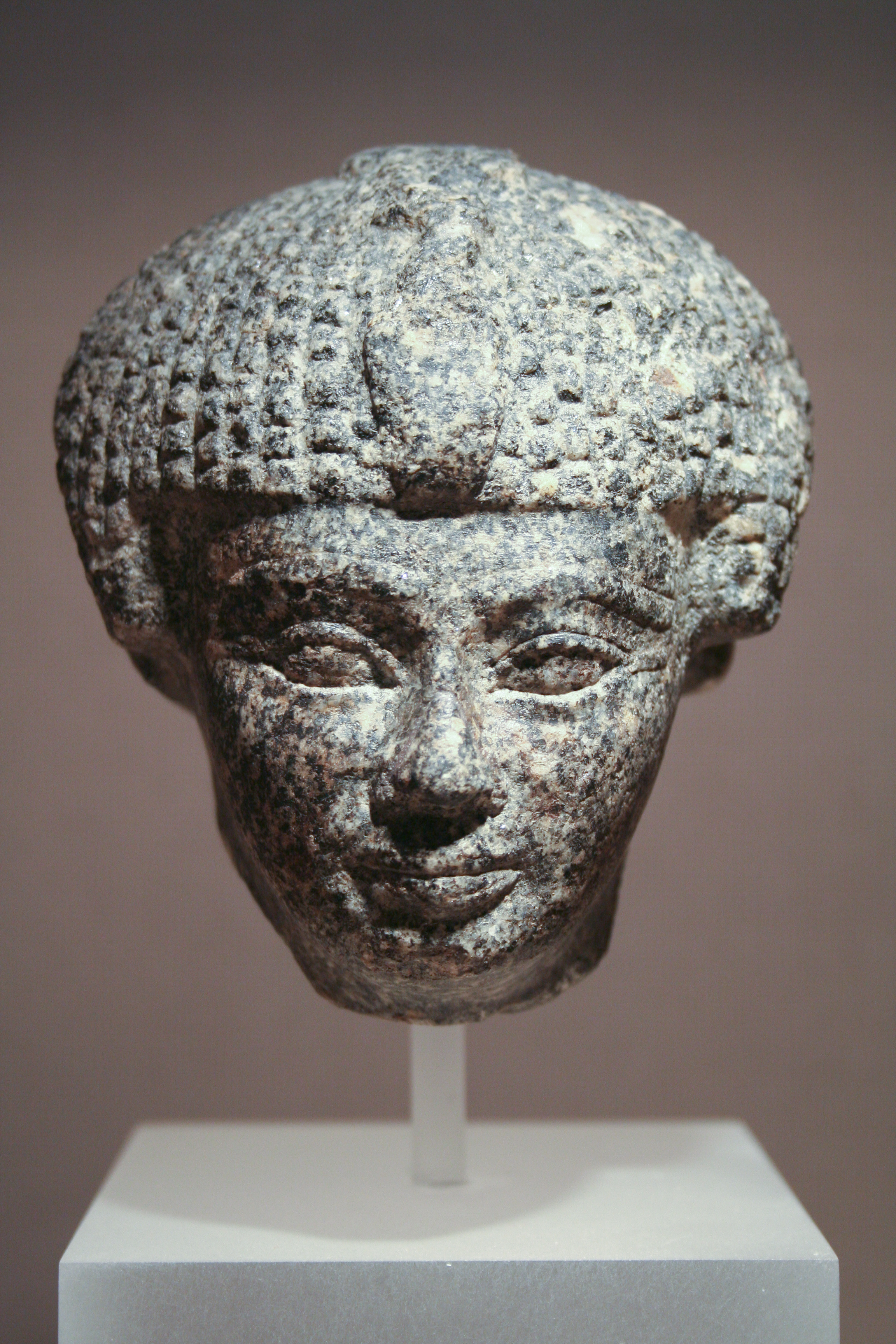
رأس تمثال سنوسرت الأول.

من الأسرة الثانية عشرة فصاعدًا، احتفظ الفراعنة غالبًا بجيوش دائمة مدربة جيدًا، والتي شملت وحدات نوبية. وشكلت هذه الجيوش الأساس لقوى أكبر تم تكوينها للدفاع ضد الغزوات، أو للبعثات في أعالي النيل أو عبر سيناء. ومع ذلك كانت المملكة الوسطى دفاعية بشكل أساسي في استراتيجيتها العسكرية، وأنشأت تحصينات في الشلال الأول للنيل، وفي الدلتا وسيناء.
في وقت مبكر من عهده، اضطر أمنمحات الأول إلى شن حملات في منطقة الدلتا، التي لم تحظ باهتمام كبير مثل الذي حظيته مصر العليا خلال الأسرة الحادية عشرة. بالإضافة إلى ذلك، عزز الدفاعات بين مصر وآسيا، وأمر ببناء جدران في منطقة شرق الدلتا. ربما استجابة لهذا الاضطراب الدائم، بنى أمنمحات عاصمة جديدة لمصر في الشمال، تعرف بأثيت تاوي، القابضة على الأرضين. موقع هذه العاصمة غير معروف، ولكن يعتقد أنه بالقرب من مقبرة المدينة، والتي توجد في اللشت. مثل منتوحتب الثاني، عزز أمنمحات سلطته بالبروباجاندا. تعود نبوءة نفرتي إلى هذا الوقت تقريبًا، والتي تدعي أنها نبوءة لكاهن من عصر المملكة القديمة، يتنبأ بملك، وهو أمنمحات الأول، نشأ من جنوب مصر لاستعادة المملكة بعد قرون من الفوضى.
على الرغم من تلك الدعاية، لم يمتلك أمنمحات أبدًا السلطة المطلقة التي تمتع بها فراعنة المملكة القديمة. خلال الفترة الانتقالية الأولى، اكتسب حكام مقاطعات مصر قوة لا يستهان بها وأصبحت مناصبهم وراثية، ودخل بعضهم في تحالفات زواج مع آخرين من المقطاعات المجاورة. لتعزيز موقفه، طلب أمنمحات تسجيل الأراضي، وتعديل حدود المقاطعات، وتعيين الحكام المحليين مباشرة كلما أصبحت الوظائف شاغرة، ولكنه وافق على نظام الحكم المحلي، ربما من أجل تهدئة الحكام المحليين الذين دعموا حكمه. أعطى هذا النظام المملكة الوسطى تنظيمًا إقطاعيًا أكثر مما كانت عليه مصر من قبل أو مما ستصبح عليه بعد ذلك.
في عامه العشرين، جعل أمنمحات ابنه سنوسرت الأول حاكما مشتركا معه، بادئا بذلك ممارسة تكررت في باقي عصر المملكة الوسطى ومرة أخرى خلال عصر المملكة الحديثة. في السنة الثالثة والثلاثين من حكم أمنمحات، قُتل في مؤامرة. وهرع سنوسرت، الذي كان في حملة ضد الليبيين، إلى أثيت تاوي لمنع المتآمرين من الاستيلاء على الحكم. خلال فترة حكمه، واصل سنوسرت ممارسة التعيين المباشر للحكام المحليين، وتقويض استقلالية الكهنة المحليين من خلال البناء في مراكز العبادة في جميع أنحاء مصر. تحت حكمه، مدت الجيوش المصرية سيطرتها جنوبًا إلى النوبة حتى الشلال الثاني، وبُنِي حصن حدودي في بوهين وتم ضم كل النوبة السفلى كمستعمرة مصرية. إلى الغرب عزز سلطته على الواحات، ووسع الاتصالات التجارية إلى كنعان حتى أوغاريت. في عامه الثالث والأربعين على العرش، عين سنوسرت أمنمحات الثاني كحاكم مشترك، قبل أن يموت في عامه السادس والأربعين.

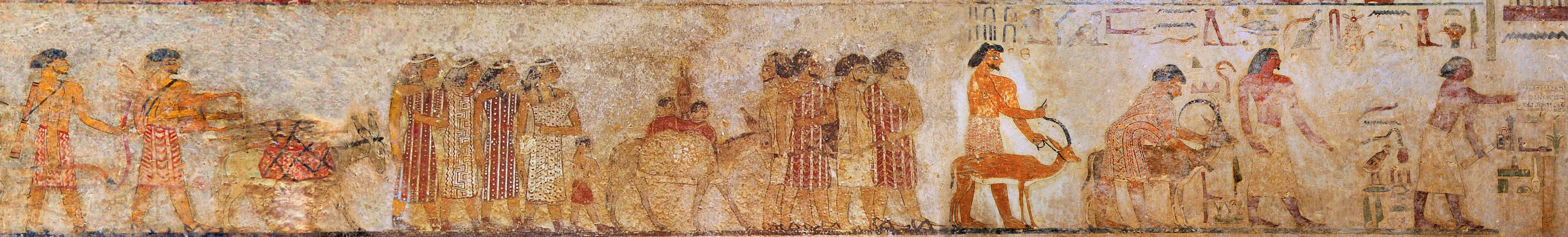
مجموعة من شعوب غرب آسيا (ربما الكنعانيون وأسلاف الهكسوس) صورت دخول مصر حوالي عام 1900 قبل الميلاد. من مقبرة مسؤول الأسرة الثانية عشرة منتوحتب الثاني تحت حكم الفراعنة أمنمحات الثاني و سنوسرت الثاني في بني حسن

غالبًا ما يوصف عهد أمنمحات الثاني بأنه سلمي إلى حد كبير، لكن بعض السجلات ألقت بظلال من الشك على هذا الوصف. من بين هذه السجلات، المحفوظة على جدران معابد في منف، يوجد وصف لمعاهدات سلام مع بعض المدن الكنعانية، وصراع عسكري مع آخرين. إلى الجنوب، أرسل أمنمحات حملة عبر النوبة السفلى لتفقد الواوات. لا يبدو أن أمنمحات قد واصل سياسة أسلافه في تعيين الحكام المحليين، بل ترك الوظائف تصبح وراثية مرة أخرى. كذلك، تعود رحلة أخرى إلى بلاد بونت إلى عهده. في سنته الثالثة والثلاثين، عين ابنه سنوسرت الثاني كحاكم مشترك.
لا يوجد دليل على أي نشاط عسكري من أي نوع في عهد سنوسرت الثاني. وبدلاً من ذلك، يبدو أن سنوسرت الثاني قد ركز على القضايا المحلية، وخاصة ري الفيوم. هدف هذا المشروع إلى تحويل واحة الفيوم إلى مساحة منتجة من الأراضي الزراعية. بنى سنوسرت هرمه في اللاهون، بالقرب من تقاطع النيل مع قناة الري الرئيسية في الفيوم، بحر يوسف. حكم سنوسرت خمسة عشر عامًا فقط، وهو ما يفسر عدم اكتمال العديد من منشآته. وقد خلفه ابنه سنوسرت الثالث.

#### ذروة المملكة الوسطى

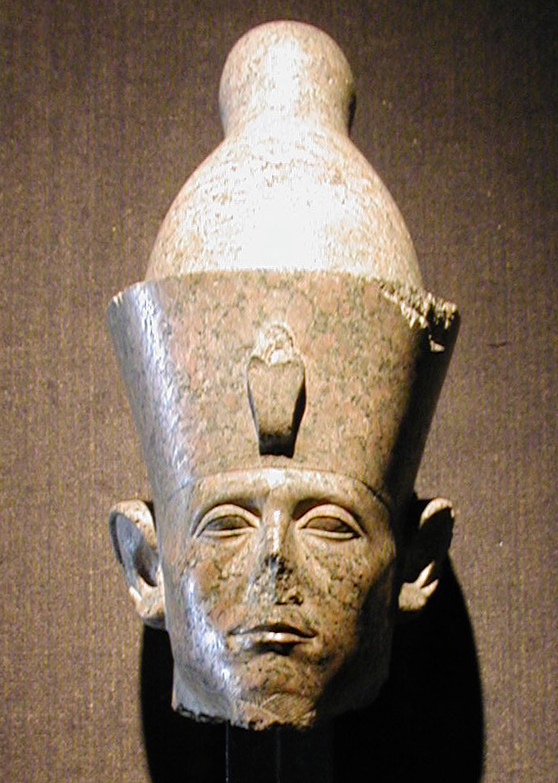
رأس تمثال لسنوسرت الثالث

كان سنوسرت الثالث ملكًا محاربًا، وغالبًا ما سار إلى ميدان المعركة بنفسه. في عامه السادس، أعاد حفر قناة تعود لعصر المملكة القديمة حول الشلال الأول لتسهيل السفر إلى النوبة العليا. استفاد سنوسرت من هذا المشروع لإطلاق سلسلة من الحملات الكبيرة في النوبة في سنواته السادسة والثامنة والعاشرة والسادسة عشرة. بعد تحقيقه للانتصارات، بنى سنوسرت سلسلة من الحصون الضخمة في جميع أنحاء البلاد لإنشاء حدود رسمية بين النوبة المصرية والنوبة غير المحتلة. أُمِر حماة هذه الحصون بإرسال تقارير إلى العاصمة عن أي تحركات وأنشطة للسكان المحليين في منطقة مدجاي، ونجا بعض هذه التقارير، كاشفة عن مدى اهتمام سنوسرت بالسيطرة على الحدود الجنوبية. لم يُسمح للمدجاي بالعبور شمال الحدود بالسفن، ولا الدخول برا بقطعانهم، ولكن سمح لهم بالسفر إلى الحصون المحلية من أجل التجارة. بعد ذلك، أرسل سنوسرت حملة أخرى في عامه التاسع عشر، لكنه عاد بسبب انخفاض مستويات النيل بشكل غير طبيعي، مما عرض سفنه للخطر. يسجل أحد جنود سنوسرت أيضًا حملة في فلسطين، ربما ضد شكيم، وهي الإشارة الوحيدة المتوفرة إلى حملة عسكرية ضد موقع في فلسطين في عصر المملكة الوسطى.

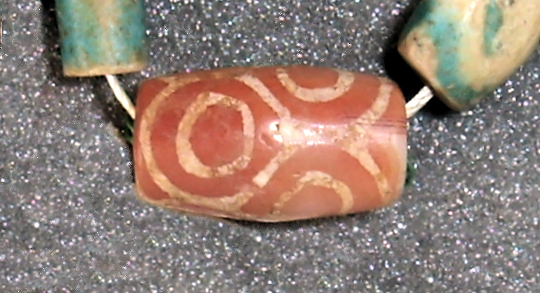
حبة عقيق أحمر نادرة تم العثور عليها في مصر، ويعتقد أنها تم استيرادها من حضارة وادي السند عبر بلاد الرافدين، في مثال للعلاقات بين مصر وبلاد الرافدين. قبر أبيدوس 197، أواخر المملكة الوسطى. توجد الآن في متحف بيتري للآثار المصرية في لندن.

على الصعيد المحلي، يعود لسنوسرت الفضل في الإصلاح الإداري الذي وضع المزيد من السلطة في أيدي المعينين من الحكومة المركزية، بدلاً من الحكام المحليين. تم تقسيم مصر إلى ثلاثة أقسام: الشمال والجنوب ورأس الجنوب (على الأرجح تعني مصر السفلى، ومعظم مصر العليا، ومقاطعات الأسرة الطيبية خلال حربها مع إهناسيا، على التوالي). كان كل منطقة يديرها مراسل، ومراسل ثانٍ، ونوع من المجالس، وهيئة من المسؤولين والكتاب. يبدو أن قوة الحكام المحليين تناقصت بشكل دائم خلال فترة حكمه، وفُسِّر ذلك بأنه يعني أن الحكومة المركزية قد قمعتهم أخيرًا، على الرغم من عدم وجود أي سجل يؤكد بأن سنوسرت اتخذ إجراءات مباشرة ضدهم.
ترك سنوسرت الثالث إرثًا دائمًا باعتباره فرعونًا محاربًا. تم تسميته من قبل المؤرخين اليونانيين اللاحقين باسم سيزوستريس، وهو الاسم الذي تم إعطاؤه بعد ذلك لعدد من الفراعنة المحاربين في المملكة الحديثة كذلك. في النوبة، عبد المستوطنون المصريون سنوسرت كإله راعي. تبقى مدة حكمه محل جدال. بدأ ابنه أمنمحات الثالث في الحكم بعد العام التاسع عشر من حكم سنوسرت، والذي يعتبره الكثيرون آخر إشارة إلى عهد سنوسرت. ومع ذلك، فإن الإشارة إلى العام التاسع والثلاثين على أثر تم العثور عليه في حطام معبد سنوسرت الجنائزي يشير إلى إمكانية وجود حكم مشترك طويل مع ابنه.
كان عهد أمنمحات الثالث ذروة الازدهار الاقتصادي للمملكة الوسطى. شهد حكمه درجة عظيمة من استغلال مصر لمواردها. تم تشغيل معسكرات التعدين في سيناء -والتي كانت تستخدم في السابق فقط من خلال بعثات متقطعة- على أساس شبه دائم، كما يتضح من بناء المنازل والجدران وحتى المقابر المحلية. هناك 25 إشارة منفصلة لبعثات التعدين في سيناء، وأربع إشارات إلى البعثات في وادي الحمامات، واحدة منها تحدثت عن أكثر من ألفي عامل. عزز أمنمحات الدفاعات التي أنشأها والده في النوبة وواصل مشروع استصلاح أراضي الفيوم. بعد فترة حكم استمرت 45 عامًا، خلف أمنمحات الثالث أمنمحات الرابع، والذي امتد عهده لمدة تسع سنوات لكن لا يبقى سوى القليل من الآثار من عهده. من الواضح أنه بحلول هذا الوقت، بدأت قوة الأسرة تضعف، وقد اقترحت عدة تفسيرات لذلك. تشير السجلات المعاصرة لمستويات فيضان النيل إلى أن نهاية عهد أمنمحات الثالث اتسمت بالجفاف، وربما ساعدت قلة المحاصيل في زعزعة استقرار الأسرة. علاوة على ذلك، كان لأمنمحات الثالث عهد طويل بشكل غير عادي، مما قد يؤدي إلى خلق مشاكل في الخلافة. ربما تفسر الحجة الأخيرة سبب صعود سبك نفرو بعد أمنمحات الرابع، وهي أول ملكة مصرية مؤكدة تاريخياً. حكمت سبك نفرو ما لا يزيد عن أربع سنوات، ولأنها لم يكن لديها ورثة على ما يبدو، عندما ماتت وصلت الأسرة الثانية عشرة إلى نهاية مفاجئة كما انتهى العصر الذهبي للمملكة الوسطى.

#### التراجع

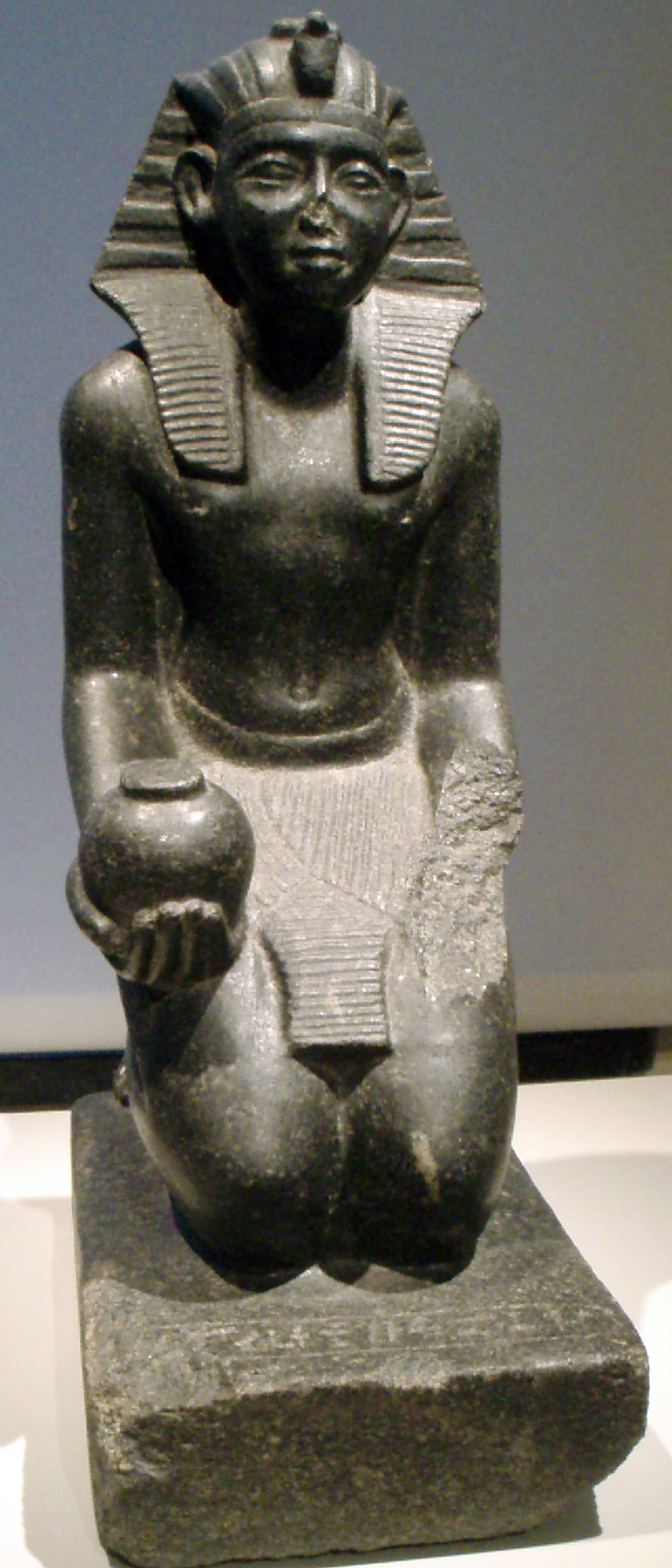
تمثال لسوبك حتب الخامس، أحد الملوك في سنوات تدهور المملكة الوسطى.

بعد وفاة سبك نفرو، ربما يكون العرش قد انتقل إلى سوبك حتب الأول، على الرغم من أنه في الدراسات القديمة كان يعتقد أن وجاف، الذي كان سابقًا مشرفًا على القوات، كان يعتقد أنه قد حكم بعد ذلك. وبدءًا من هذا الملك، حكمت مصر سلسلة من الملوك لحوالي عشر إلى خمسة عشر عامًا. تعتبر المصادر المصرية القديمة هؤلاء الملوك الأوائل من الأسرة الثالثة عشرة، على الرغم من أن مصطلح «أسرة» مضلل، لأن معظم ملوك الأسرة الثالثة عشرة لم يكونوا من أسرة واحدة. يشهد على أسماء هؤلاء الملوك قصيري العهد عدد قليل من الآثار والكتابات، ولا يُعرف ترتيب خلافتهم إلا من بردية تورينور، وهي ليست موثوقة تمامًا.
بعد الفوضى الأسرية الأولية، حكمت سلسلة من الملوك الأطول حكمًا لمدة نحو خمسين إلى ثمانين عامًا. أقوى ملوك هذه الفترة، نفر حتب الأول حكم لمدة أحد عشر عاما، وحافظ على السيطرة الفعلية على صعيد مصر والنوبة، والدلتا، ربما باستثناء سخا وأفاريس. كما كان نفر حتب الأول معترف به على أنه حاكم جبيل في لبنان الحالية، مما يشير إلى أن الأسرة الثالثة عشر كانت قادرة على الاحتفاظ بالكثير من قوة الأسرة الثانية عشرة، على الأقل حتى انتهاء عهده. في مرحلة ما خلال عهد الأسرة الثالثة عشرة، بدأت سخا وأفاريس في تكوين حكم ذاتي، حكام سخا هم الأسرة الرابعة عشرة، والحكام الآسيويون في أفاريس هم الهكسوس ملوك الأسرة الخامسة عشرة. وفقًا لمانيتون، حدث هذا التمرد في عهد خليفة نفرحتب، وهو سوبك حتب الرابع، على الرغم من عدم وجود دليل أثري على ذلك. خلف سوبك حتب الرابع سوبك حتب الخامس، الذي تبعه وهيبري إيبياو، ثم مر نفر رع اي. حكم وهيبري عشر سنوات، وحكم مر نفر رع أي لمدة ثلاثة وعشرين عامًا، وهي فترة أطول من عهد أي ملك آخر من الأسرة الثالثة عشرة، ولكن لم يترك أي من هذين الملكين آثار سوى القليل على العكس من نفرحتب أو سوبك حتب الرابع. على الرغم من ذلك، يبدو أن كليهما سيطر على أجزاء من مصر السفلى على الأقل. ومع ذلك، بعد مر نفر رع أي، لم يترك أي ملك اسمه على أي أثر تم العثور عليه خارج مصر العليا. بدأ هذا نهاية الأسرة الثالثة عشرة، عندما استمر ملوك الجنوب في السيطرة على صعيد مصر، ولكن تفككت وحدة مصر بالكامل، أفسحت المملكة الوسطى الطريق إلى الفترة الانتقالية الثانية.

## الإدارة
عندما أعادت الأسرة الحادية عشرة توحيد مصر، كان عليها إنشاء إدارة مركزية كانت قد اختفت منذ سقوط حكومة المملكة القديمة. للقيام بذلك، عينت أشخاصًا في مناصب لم تعد مستخدمة في الفترة الانتقالية الأولى اللامركزية. وكان أعلاها الوزير. كان الوزير بمثابة رئيس الوزراء للملك، حيث يتولى جميع الأعمال اليومية للحكومة باسم الملك. كانت هذه مهمة ضخمة، لذلك تم تقسيمها في كثير من الأحيان إلى منصبين، وزير الشمال، ووزير الجنوب. من غير المؤكد عدد المرات التي حدث فيها ذلك خلال عصر الدولة الوسطى، ولكن من الواضح أن سنوسرت الأول كان لديه وزيران يعملان في وقت واحد. ورثت مناصب أخرى من شكل الحكم الإقليمي في طيبة الذي استخدمته الأسرة الحادية عشرة قبل إعادة توحيد مصر. أصبح المشرف على السلع المختومة أمين خزانة البلاد، وأصبح المشرف على الممتلكات الوكيل الرئيسي للملك. يبدو أن هذه المناصب الثلاثة بالإضافة إلى كاتب الوثيقة الملكية -ربما يكون كاتب الملك الشخصي- كانت أهم المناصب في الحكومة المركزية، ويدل على ذلك عدد النصب التذكارية لأولئك الذين شغلوا هذه المناصب.
إلى جانب ذلك، أعيدت العديد من وظائف المملكة القديمة التي فقدت معناها الأصلي وأصبحت مجرد تكريم إلى الحكومة المركزية. كان من المسموح فقط للمسؤولين رفيعي المستوى أن يطالبوا بلقب عضو النخبة.
استمر هذا الشكل الأساسي للإدارة طوال عصر المملكة الوسطى، على الرغم من وجود بعض الأدلة على إجراء إصلاح رئيسي للحكومة المركزية في عهد سنوسرت الثالث. تشير السجلات من عهده إلى أن مصر العليا والسفلى قد تم تقسيمهما إلى أقسام منفصلة ويحكمهما إداريون منفصلون. تشير الوثائق الإدارية والنُصُب إلى انتشار الألقاب البيروقراطية الجديدة في هذا الوقت، والتي تم أخذها كدليل على وجود حكومة مركزية أكبر. تم جعل إدارة المسكن الملكي قسم منفصل من الحكومة. وُضِع الجيش تحت سيطرة قائد عام. ومع ذلك، فمن الممكن أن هذه الألقاب والمنصاب لها تاريخ أقدم بكثير، ولم يكن يتم تسجيلها ببساطة على النصب الجنائزية بسبب الأعراف الدينية.

### الحكم المحلي

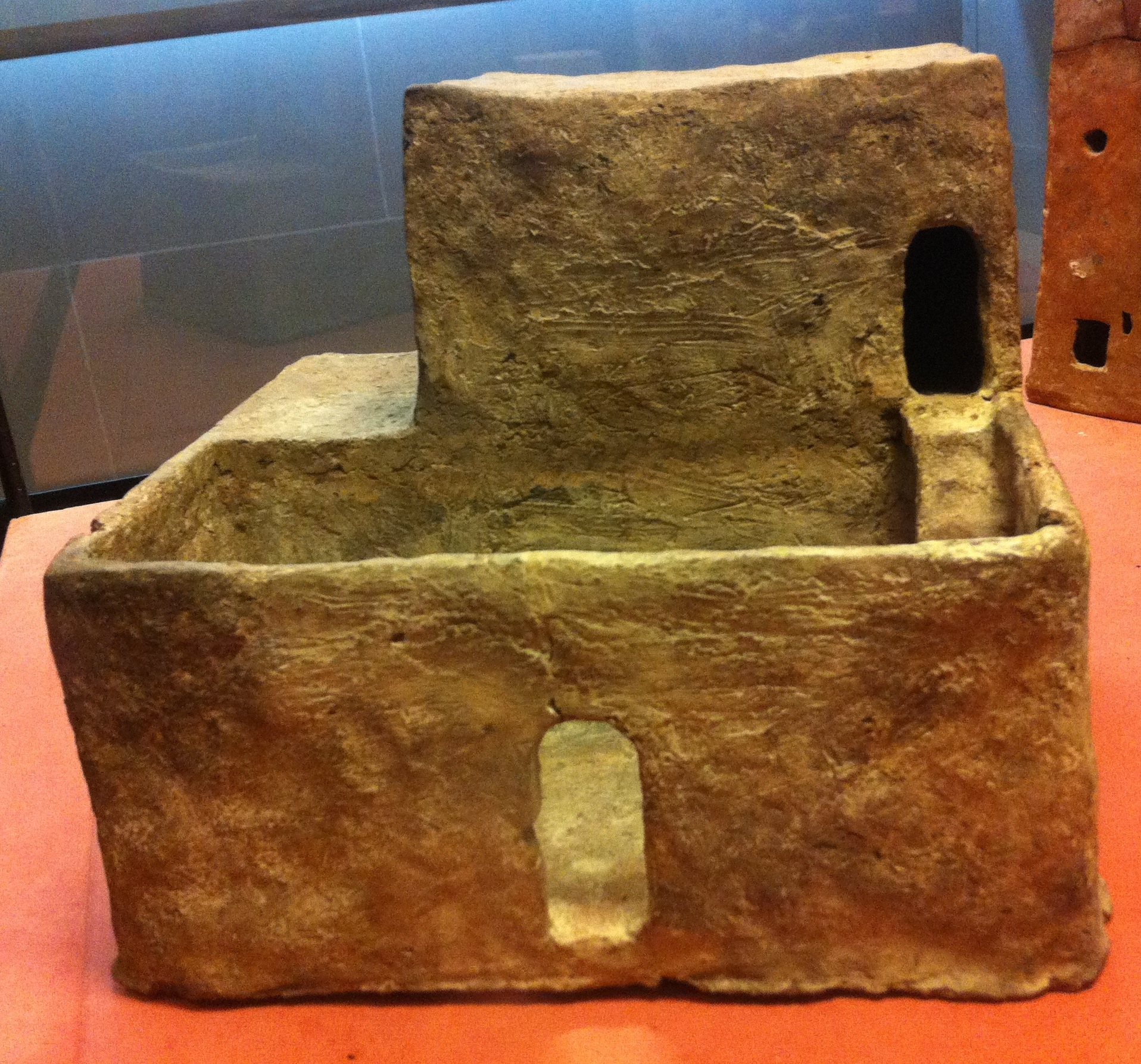
نموذج من الطين لمنزل في عصر المملكة الوسطى. متحف اللوفر.

جعلت اللامركزية خلال الفترة الانتقالية الأولى الأقاليم المصرية تحت سيطرة العائلات القوية التي حملت ألقاب كبير المحافظة، أو كبير الكور. تطور هذا المنصب في عهد الأسرتين الخامسة والسادسة، عندما بدأ فرد واحد في ممارسة السلطات المختلفة للمسؤولين الإقليميين في المملكة القديمة. في هذا الوقت تقريبًا، بدأ الأرستقراطيون الإقليميون ببناء مقابر متطورة لأنفسهم، واعتبر ذلك دليلا على الثروة والسلطة التي اكتسبها هؤلاء الحكام المحليون. بحلول نهاية الفترة الانتقالية الأولى، حكم بعض هؤلاء الحكام المحليين كملوك، مثل نهري من هيرموبوليس، الذي قام بتأريخ النقوش حسب سنته الملكية.
عندما وصلت الأسرة الحادية عشرة إلى السلطة، كان من الضروري إخضاع الحكام المحليين لتوحيد مصر في ظل حكومة مركزية. اتخذت أولى الخطوات الرئيسية لتحقيق هذا الهدف في عهد أمنمحات الأول. جعل أمنمحت المدينة مركز الإدارة، وليس الإقليم، وسمح فقط للحاتي عا أو حكام المدن الكبرى بحمل لقب كبير الكور. استمر استخدام هذا اللقب حتى عهد سنوسرت الثالث، كما استمرت المقابر المعقدة التي تدل على قوتهم، وبعد ذلك اختفت فجأة. تم تفسير ذلك بعدة تفسيرات. تقليديا، كان يعتقد أن سنوسرت الثالث اتخذ بعض الإجراءات لقمع العائلات الحاكمة خلال فترة حكمه. في الآونة الأخيرة، تم اقتراح تفسيرات أخرى. جادل ديتليف فرانك بأن سنوسرت الثاني تبنى سياسة تعليم أبناء حكام الأقاليم في العاصمة وتعيينهم في المناصب الحكومية. وبهذه الطريقة، قد تكون العديد من العائلات الإقليمية قد فقدت خلفاء حكام الأقاليم. أيضًا، في حين اختفى لقب المشرف الأكبر على الإقليم، بقيت ألقاب مميزة أخرى لحكام الأقاليم. خلال الفترة الانتقالية الأولى، كان الأفراد الذين يحملون لقب المشرف الأكبر غالبًا ما يحملون لقب المشرف على الكهنة. في أواخر المملكة الوسطى، كانت هناك عائلات تحمل لقب عمدة ومشرف على الكهنة كمناصب وراثية. لذلك، يجادل البعض أن العائلات الإقليمية الكبرى لم يتم إخضاعها أبدًا، ولكن تم استيعابها في الإدارة المركزية للبلاد. في حين أنه من الصحيح أن المقابر الكبيرة التي تشير إلى حكام الأقاليم تختفي في نهاية الأسرة الثانية عشرة، تختفي المقابر الملكية الكبرى أيضًا بعد ذلك بوقت قصير بسبب عدم الاستقرار العام المحيط بتدهور الدولة الوسطى.

## الزراعة والمناخ
أحبني النيل من كل مصدر له.

لم يجوع أحد خلال سنواتي، ولم يعطش

جلسوا راضين بكل أعمالي، يتذكرونني باعتزاز؛

طوال تاريخ مصر القديمة، تم الاعتماد على الفيضان السنوي لنهر النيل لتخصيب الأرض المحيطة به. كان هذا ضروريا للزراعة وإنتاج الغذاء. هناك أدلة على أن انهيار المملكة القديمة ربما يرجع جزئيا إلى انخفاض مستويات الفيضانات، مما أدى إلى مجاعة. يبدو أن هذا الاتجاه قد انعكس خلال السنوات الأولى للمملكة الوسطى، حيث تم تسجيل مستويات مياه عالية نسبيًا خلال معظم هذه الحقبة، بمتوسط غمر 19 مترًا فوق مستويات ما قبل الفيضان. تتوافق سنوات ارتفاع مستويات الفيضان المتكررة مع أكثر فترات المملكة الوسطى ازدهارًا، والتي حدثت في عهد أمنمحات الثالث. يبدو هذا مؤكدًا في بعض أدبيات تلك الفترة، كما هو الحال في وصايا أمنمحات، حيث يخبر الملك ابنه كيف ازدهرت الزراعة في عهده.

## الفن

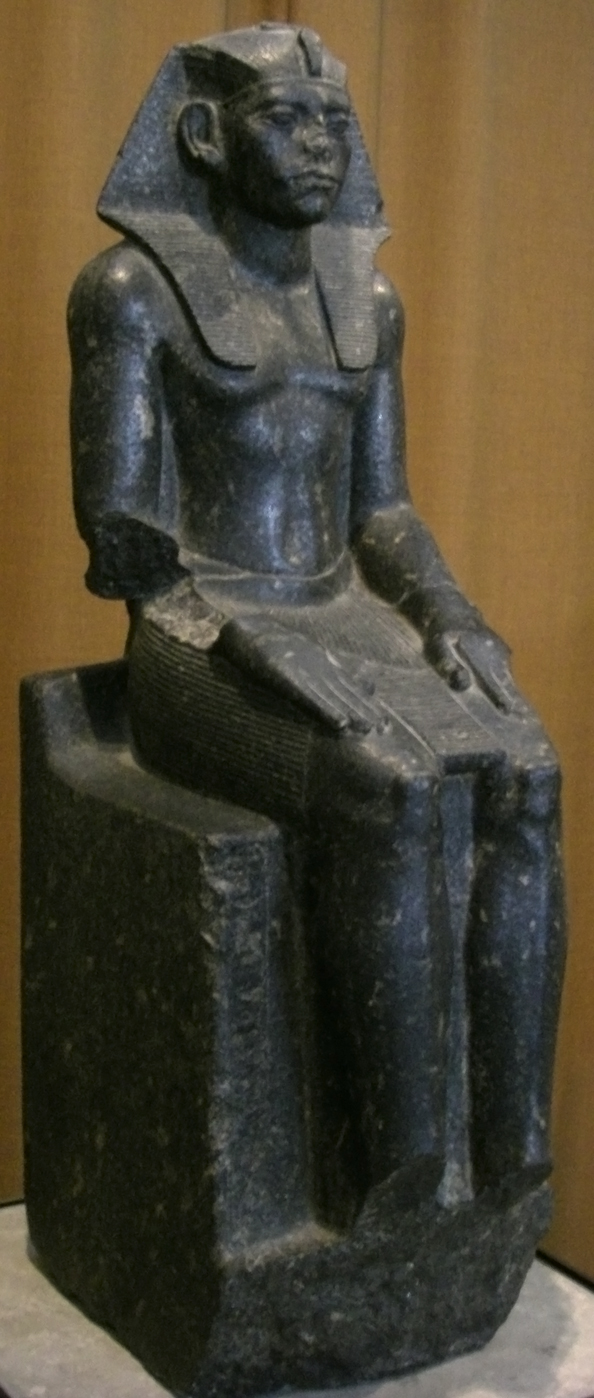
تمثال لأمنمحات الثالث، حوالي القرن التاسع عشر قبل الميلاد. متحف هيرميتاج

بعد إعادة توحيد مصر في المملكة الوسطى، تمكن ملوك الأسرة الحادية عشرة والثانية عشرة من تحويل تركيزهم إلى الفن. في الأسرة الحادية عشرة، كانت آثار الملوك متأثرة بأسلوب النماذج المنفية في عهد الأسرة الخامسة وأوائل الأسرة السادسة. خلال هذا الوقت، اختفى أسلوب ما قبل التوحيد الطيبي. كان لهذه التغييرات غرض أيديولوجي، حيث كان ملوك الأسرة الحادية عشرة يسعون لإقامة دولة مركزية بعد الفترة الانتقالية الأولى، والعودة إلى المُثل السياسية للمملكة القديمة. في أوائل الأسرة الثانية عشرة، كان العمل الفني متجانسًا في الأسلوب بسبب تأثير ورش العمل الملكية. في هذه المرحلة، وصلت جودة الإنتاج الفني لأفراد النخبة في المجتمع إلى درجة عالية من التميز بحيث لم يتم تجاوزها أبدًا، على الرغم من أنها تم الوصول إليها في فترات أخرى. ازدهرت مصر في أواخر الأسرة الثانية عشرة، وانعكس ذلك في جودة المواد المستخدمة في الآثار الملكية والخاصة.
دفن ملوك الأسرة الثانية عشرة في مجمعات هرمية تشبه تلك الخاصة بالأسرة الخامسة والسادسة. في المملكة القديمة، كانت هذه المجمعات مصنوعة من الطوب الحجري، لكن ملوك المملكة الوسطى اختاروا أن تصنع خاصتهم من الطوب الطيني مع غلاف من الحجر الجيري. عادة ما تتكون المقابر الخاصة، مثل تلك الموجودة في طيبة، من ممر طويل، مع غرفة صغيرة في النهاية. تميل هذه الغرف إلى امتلاك القليل من الزخرفة أو انعدام الزخرفة بها. تم تصنيع التوابيت الحجرية ذات الأغطية المسطحة في المملكة الوسطى، وذلك استمرارًا لتقليد المملكة القديمة. كانت الزخارف عليها أكثر تنوعًا وجودة فنية من أي توابيت تم إنتاجها قبل وبعد الدولة الوسطى. بالإضافة إلى ذلك، تطورت اللوحات الجنائزية فيما يتعلق بالصور والأيقونات. استمرت اللوحات في إظهار المتوفى جالسًا أمام طاولة القرابين، وبدأت في إضافة زوجة المتوفى وأفراد الأسرة الآخرين.
بحلول نهاية الدولة الوسطى، كان هناك تغير في القطع الفنية الموضوعة في المقابر غير الملكية. انخفضت كمية نماذج المقابر الخشبية بشكل كبير، وتم استبدالها بنماذج خزفية صغيرة. بدأ دفن العصي السحرية والقضبان ونماذج الحيوانات الواقية ورموز الخصوبة مع الموتى. بالإضافة إلى ذلك، زاد عدد التماثيل والنصب الجنائزية، لكن جودتها انخفضت. في أواخر الأسرة الثانية عشرة، أصبحت التوابيت ذات الزخارف الداخلية نادرة، بينما أصبحت الزخارف من الخارج أكثر تفصيلاً. ظهر التابوت الريشي لأول مرة خلال هذا الوقت. كان التابوت مصنوعًا من الخشب أو الكارتوناج على شكل جسم ملفوف بالكتان ويرتدي طوقًا مطرزًا وقناعًا جنائزيًا.
أنتج التنقيب في أبيدوس أكثر من 2000 لوحة خاصة، تتراوح من الأعمال الممتازة إلى المواد الخام، على الرغم من أن القليل جدًا منها كان ينتمي إلى النخبة. بالإضافة إلى ذلك، تم العثور على اللوحات التذكارية الملكية الكلاسيكية لأول مرة في هذه الفترة. وقد اتخذت شكل لوحات مستديرة القمة، واستخدمت لتمييز الحدود. على سبيل المثال، استخدمها سنوسرت الثالث لتمييز الحدود بين مصر والنوبة. بسبب ازدهار هذه الفترة، كان أفراد النخبة الدنيا قادرين على طلب عمل التماثيل واللوحات لأنفسهم، على الرغم من أنها كانت ذات جودة فنية أقل. أولئك الذين طلبوا لوحات غير ملكية كان هدفهم هو الوجود الأبدي.

### التماثيل والتناسق

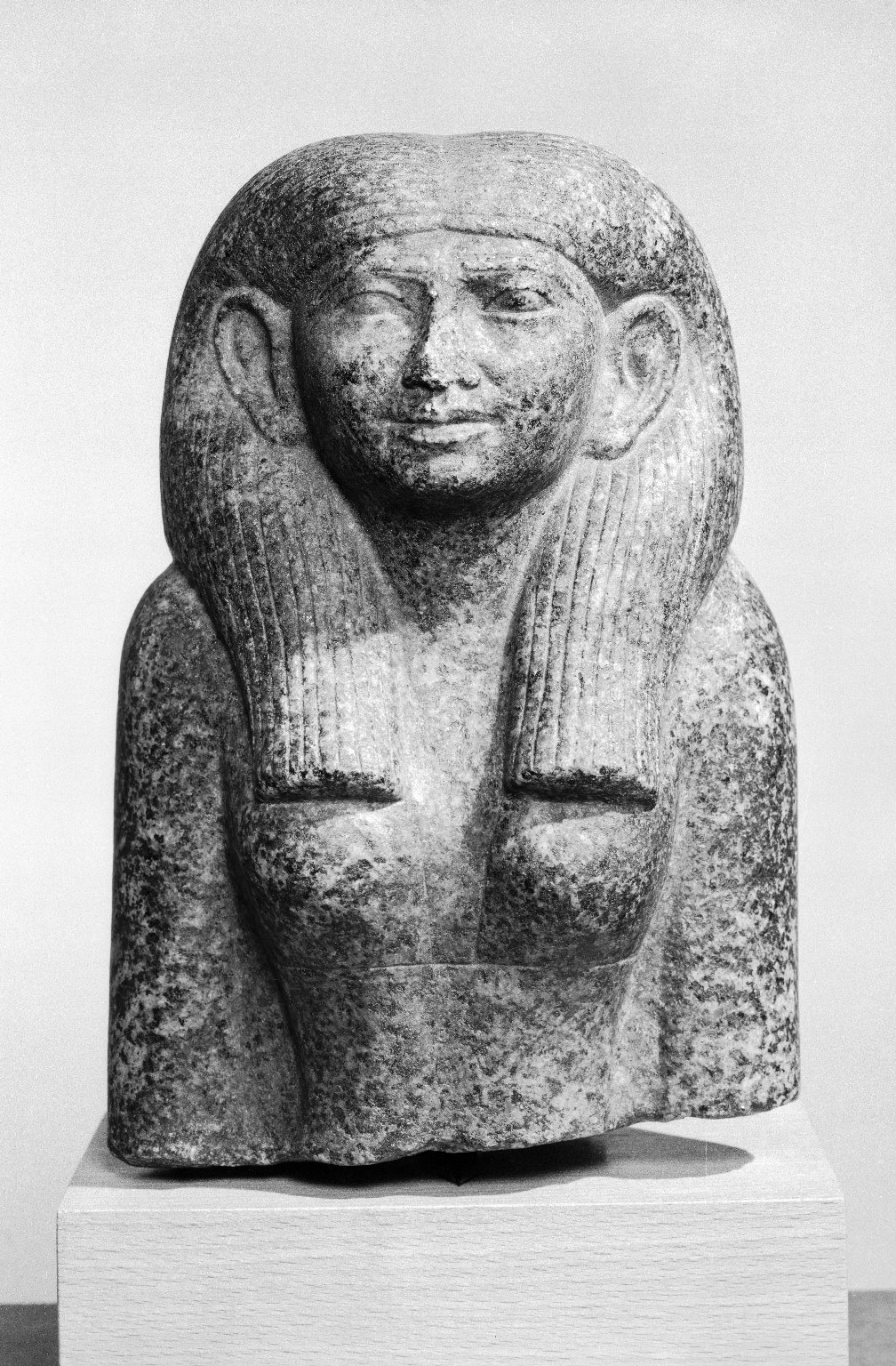
رأس وجذع امرأة نبيلة، حوالي 1844-1837 قبل الميلاد. متحف بروكلين

في النصف الأول من الأسرة الثانية عشرة، عادت تناسق تصوير الإنسان إلى نمط منف التقليدي في عهد الأسرة الخامسة وأوائل الأسرة السادسة. كان لدى الشخصيات المذكرة أكتاف عريضة، وأطراف عضلية سميكة. كان لدى الإناث أجساد رفيعة ولا عضلات. في هذه الفترة، تم وضع مخططات لإنتاج التماثيل والنقوش على شبكة مربعة، وهو نظام إرشادي جديد. نظرًا لأن هذا النظام يحتوي على عدد أكبر من الخطوط، فقد سمح بتمييز المزيد من أجزاء الجسم. تتكون الأجساد الواقفة من ثمانية عشر مربعاً من القدمين إلى خط الشعر. تم صنع التماثيل الجالسة من أربعة عشر مربعًا بين أقدامهم وخط الشعر، مع الوضع في الاعتبار الفخذ الأفقي والركبة. يعد تمثال الجرانيت الأسود للملك أمنمحات الثالث مثالا لتناسق تماثيل الذكور ونظام الشبكة المربعة في هذه الفترة. كانت معظم التماثيل الملكية، مثل هذا التمثال، بمثابة تمثيل لقوة الملك.
وصلت جودة التماثيل المصرية إلى ذروتها في المملكة الوسطى. جمعت التماثيل الملكية بين الأناقة والقوة بطريقة نادرا ما شوهدت بعد هذه الفترة. كان أحد أشكال التماثيل الشعبية خلال هذا الوقت هو السفنكس. خلال هذه الفترة، ظهرت السفنكس في أزواج، وكانت ذات وجوه بشرية، ولها لبدة وأذني الأسد. مثال على ذلك هو سفنكس سنوسرت الثالث من الديوريت.

## الأدب
كتب ريتشارد ب. باركنسون ولودفيغ دي مورنز أن الأدب المصري القديم - الذي تم تعريفه بدقة على أنه «أدب جميل» - لم يتم تسجيله في شكل مكتوب حتى أوائل الأسرة الثانية عشرة. كانت نصوص المملكة القديمة تهدف بشكل رئيسي للحفاظ على الطوائف الإلهية، والحفاظ على الأرواح في الآخرة، وتوثيق الحسابات للاستخدامات العملية في الحياة اليومية. لم تتم كتابة النصوص لغرض الترفيه والفضول الفكري حتى عصر الدولة الوسطى. يتكهن باركنسون ومورنز أيضًا بأن الأعمال المكتوبة للمملكة الوسطى كانت نسخًا للأدب الشفهي للمملكة القديمة. ومن المعروف أن بعض الشعر الشفوي تم حفظه في الكتابات اللاحقة.
يُعتقد أيضًا أن نمو الطبقة الوسطى ونمو عدد الكتبة اللازمين للبيروقراطية الموسعة في ظل سنوسرت الثاني ساعد في تحفيز تطور أدب المملكة الوسطى. اعتبر المصريون القدماء لاحقا أدب المملكة الوسطى «كلاسيكيا». تم تأليف قصص مثل قصة الملاح التائه وقصة سنوحي خلال هذه الفترة، وكانت شائعة بما يكفي ليتم نسخها على نطاق واسع بعد ذلك. تم تأليف العديد من الأعمال الفلسفية أيضًا في هذا الوقت، بما في ذلك حوار بين رجل وروحه، وبه يتحدث رجل غير سعيد مع روحه، وتعاليم دوا-خيتي حيث يتم الإشادة بدور الكاتب فوق جميع الوظائف الأخرى، بالإضافة إلى الحكايات السحرية التي سردت لفرعون المملكة القديمة خوفو في بردية وستكار.
يعود الفضل إلى فراعنة الأسرة الثانية عشرة حتى الثامنة عشرة في الحفاظ على بعض من أهم البرديات المصرية:
- 1950 ق.م: لوح أخميم الخشبي
- 1950 ق.م: برديات حيكاناخت
- 1800 قبل الميلاد: بردية برلين
- 1800 قبل الميلاد: بردية موسكو الرياضية
- 1650 ق.م: بردية ريند الرياضية
- 1600 قبل الميلاد: بردية إدوين سميث
- 1550 ق.م: بردية إبيرس

## بيبلوجرافيا
- Aldred، Cyril (1987). The Egyptians. Thames and Hudson.{{استشهاد بكتاب}}:  صيانة الاستشهاد: ref duplicates default (link)
- Arnold، Dorothea (1991). "Amenemhet I and the Early Twelfth Dynasty at Thebes". ج. 26. DOI:10.2307/1512902. {{استشهاد بدورية محكمة}}: الاستشهاد بدورية محكمة يطلب |دورية محكمة= (مساعدة)صيانة الاستشهاد: ref duplicates default (link)
- Bell، Barbara (1975). "Climate and the History of Egypt: The Middle Kingdom". Archaeological Institute of America. ج. 79 ع. 3: 223–269. JSTOR:503481.{{استشهاد بدورية محكمة}}:  صيانة الاستشهاد: ref duplicates default (link)
- Erman، Adolf (2005). Ancient Egyptian Literature: A Collection of Poems, Narratives and Manuals of Instructions from the Third and Second Millennia BC. New York: Kegan Paul. ISBN:0-7103-0964-3.
- Foster، John L. (2001). Ancient Egyptian Literature: An Anthology. University of Texas Press. ISBN:0-292-72527-2.{{استشهاد بكتاب}}:  صيانة الاستشهاد: ref duplicates default (link)
- Gardiner، Alan (1964). Egypt of the Pharaohs. Oxford University Press.{{استشهاد بكتاب}}:  صيانة الاستشهاد: ref duplicates default (link)
- Grajetzki، Wolfram (2006). The Middle Kingdom of Ancient Egypt. Gerald Duckworth & Co. Ltd. ISBN:0-7156-3435-6.{{استشهاد بكتاب}}:  صيانة الاستشهاد: ref duplicates default (link)
- Grimal، Nicolas (1988). A History of Ancient Egypt. Librairie Arthéme Fayard.{{استشهاد بكتاب}}:  صيانة الاستشهاد: ref duplicates default (link)
- Habachi، Labib (1963). "King Nebhepetre Menthuhotep: his monuments, place in history, deification and unusual representations in form of gods". ج. 19: 16–52. {{استشهاد بدورية محكمة}}: الاستشهاد بدورية محكمة يطلب |دورية محكمة= (مساعدة)صيانة الاستشهاد: ref duplicates default (link)
- Hayes، William (1953). "Notes on the Government of Egypt in the Late Middle Kingdom". ج. 12: 31–39. DOI:10.1086/371108. {{استشهاد بدورية محكمة}}: الاستشهاد بدورية محكمة يطلب |دورية محكمة= (مساعدة)صيانة الاستشهاد: ref duplicates default (link)
- Morenz، Ludwid D. (2003)، "Literature as a Construction of the Past in the Middle Kingdom"، في Tait (المحرر)، 'Never Had the Like Occurred': Egypt's View of Its Past، London: University College London, Institute of Archaeology, an imprint of Cavendish Publishing Limited، ص. 101–118، ISBN:1-84472-007-1، مؤرشف من الأصل في 2020-11-16
- Murnane، William J. (1977). Ancient Egyptian Coregencies. Studies in Ancient Oriental Civilization. The Oriental Institute of the University of Chicago. ج. 40. ISBN:0-918986-03-6. مؤرشف من الأصل في 2019-06-08.{{استشهاد بكتاب}}:  صيانة الاستشهاد: ref duplicates default (link)
- Parkinson، R. B. (2002). Poetry and Culture in Middle Kingdom Egypt: A Dark Side to Perfection. London: Continuum. ISBN:0-8264-5637-5.
- Redford، Donald (1992). Egypt, Canaan, and Israel in Ancient Times. Princeton University Press. ISBN:0-691-00086-7. مؤرشف من الأصل في 2022-07-27.{{استشهاد بكتاب}}:  صيانة الاستشهاد: ref duplicates default (link)
- Richards، Janet (2005). Society and Death in Ancient Egypt. Cambridge University Press. ISBN:0-521-84033-3.{{استشهاد بكتاب}}:  صيانة الاستشهاد: ref duplicates default (link)
- Shaw، Ian؛ Nicholson، Paul (1995). The Dictionary of Ancient Egypt. Thames and Hudson.
- Shaw، Ian (2000). The Oxford history of ancient Egypt. Oxford University Press. ISBN:0-19-280458-8. مؤرشف من الأصل في 2022-12-01.{{استشهاد بكتاب}}:  صيانة الاستشهاد: ref duplicates default (link)
- Simpson، William Kelly (1972). The Literature of Ancient Egypt: An Anthology of Stories, Instructions, and Poetry. translations by R.O. Faulkner, Edward F. Wente, Jr., and William Kelly Simpson. New Haven and London: Yale University Press. ISBN:0-300-01482-1. مؤرشف من الأصل في 2022-04-15.
- Teeter، Emily (1994). "Egyptian Art". The Art Institute of Chicago. ج. 20 ع. 1: 14–31. DOI:10.2307/4112949. JSTOR:4112949.{{استشهاد بدورية محكمة}}:  صيانة الاستشهاد: ref duplicates default (link)
- Trigger، B.؛ Kemp، Barry؛ O'Connor، David؛ Lloyd، Alan (1983). Ancient Egypt: A Social History. Cambridge University Press.
- Wegner، Josef (1996). "The Nature and Chronology of the Senwosret III–Amenemhat III Regnal Succession: Some Considerations Based on New Evidence from the Mortuary Temple of Senwosret III at Abydos". ج. 55: 249–279. DOI:10.1086/373863. {{استشهاد بدورية محكمة}}: الاستشهاد بدورية محكمة يطلب |دورية محكمة= (مساعدة)صيانة الاستشهاد: ref duplicates default (link)

## لقراءة متعمقة
- Allen, James P. Middle Egyptian Literature: Eight Literary Works of the Middle Kingdom. Cambridge, UK: Cambridge University Press, 2015.
- Bourriau, Janine. Pharaohs and Mortals: Egyptian Art in the Middle Kingdom. Cambridge, UK: Fitzwilliam Museum, 1988.
- Grajetzki, Wolfgang. The Middle Kingdom of Ancient Egypt: History, Archaeology and Society. Bristol, UK: Golden House, 2006.
- Kemp, Barry J. Ancient Egypt: Anatomy of a Civilization. 2d ed. London: Routledge, 2006.
- Oppenheim, Adela, Dieter Arnold, and Kei Yamamoto. Ancient Egypt Transformed: The Middle Kingdom. New York: Metropolitan Museum of Art, 2015.
- Parkinson, Richard B. Voices From Ancient Egypt: An Anthology of Middle Kingdom Writings. Norman: University of Oklahoma Press, 1991.
- --. Poetry and Culture in Middle Kingdom Egypt: A Dark Side to Perfection. London: Continuum, 2002.
- Szpakowska, Kasia. Daily Life in Ancient Egypt. Oxford: Blackwell, 2008.
- Wendrich, Willeke, ed. Egyptian Archaeology. Chichester, UK: Wiley-Blackwell, 2010.